# سوزان روشان
سوزان روشان (بالإنجليزية: Susan Roshan)‏ هي موسيقية ومغنية مؤلفة وملحنة أمريكية، ولدت في 23 سبتمبر 1967 في طهران في إيران.